# Omicidio di Enrico Pedenovi

Enrico Pedenovi

L'omicidio di Enrico Pedenovi fu un crimine commesso il 29 aprile 1976 a Milano da Enrico Galmozzi membro di una banda dell'organizzazione terroristica di estrema sinistra comunista Prima Linea. Sul luogo del delitto venne poi messa una targa commemorativa.

## L'omicidio
Pedenovi, nato nel 1926 e all'epoca cinquantenne, era un avvocato e politico iscritto all'MSI, partito per cui era anche consigliere alla Provincia di Milano. Pur non essendo un personaggio di primo piano, il suo nome era comparso in una lista di "militanti neofascisti" pubblicata su Lotta Continua, organo di stampa dell'omonimo movimento politico, per via del suo ruolo nella struttura milanese.
Pedenovi il 29 aprile si sarebbe dovuto recare nel pomeriggio alla commemorazione di Sergio Ramelli, un giovane militante iscritto al Fronte della Gioventù morto il 29 aprile 1975 dopo che era stato aggredito il 13 marzo 1975 in un agguato di militanti di Avanguardia Operaia, armati di chiavi inglesi.
Alle 7.45 di mattina venne assalito in viale Lombardia, dove abitava, da un gruppo di uomini armati. A bordo della propria automobile aveva percorso un centinaio di metri verso piazza Durante, fermandosi a un distributore di carburante. Un commando di tre uomini, a bordo di una SIMCA poi risultata rubata, aveva atteso l'avvocato presso il distributore. Mentre l'uomo era a bordo dell'auto, il commando si avvicinò e aprì il fuoco contro la vettura, uccidendo Pedenovi, per poi fuggire a bordo dell'auto.
L'omicidio fu rivendicato dall'organizzazione di Prima Linea, con il supporto esterno dei Comitati Comunisti Rivoluzionari, , e successivamente fu l'ex terrorista Sergio Segio, ad indicare che il delitto venne organizzato a quattro mani sia da Prima Linea che dai Comitati comunisti rivoluzionari, ed il pentito piellino comunista disse che questo attentato venne deciso come rappresaglia per l'aggressione del giovane di sinistra Gaetano Amoroso da parte di un gruppo di militanti di destra che ne aveva provocato la morte.
In seguito all'omicidio, militanti dell'MSI si recarono sul luogo, e allo stesso modo vi si recarono numerosi membri dei gruppi di estrema sinistra: la compresenza dei due gruppi antagonisti sfociò in tafferugli e scontri, che resero difficile l'intervento delle forze dell'ordine.

## Il processo
Nell'ambito del processo a Prima Linea celebrato nel 1984 a Milano, la Corte d'assise del capoluogo lombardo emise due condanne all'ergastolo per Bruno La Ronga e Giovanni Stefan, ritenuti esecutori materiali dell'omicidio. Il terzo membro, Enrico Galmozzi, ricevette una condanna a 27 anni grazie al riconoscimento delle attenuanti generiche concesse in quanto smesso l'atteggiamento irriducibile e accettato il dibattimento processuale. Piero del Giudice, un altro membro dell'organizzazione, venne condannato a 28 anni come concorrente morale  nell'omicidio. Al momento della sentenza, Stefan risultava latitante.
Dagli atti del processo emerse che Pedenovi era stato scelto come vittima per via della facilità con cui si sarebbe potuto attaccare. Dopo un primo esame di alcuni dei nomi pubblicati sulla lista di Lotta Continua, si scoprì che probabilmente il commando aveva scelto Pedenovi per via delle sue azioni metodiche e per la sua sostanziale assenza di sospetti e difese.
La sentenza della Corte di Cassazione modificò in parte le sentenze: ridusse a 29 anni l'ergastolo di La Ronga, confermò i 27 anni di Galmozzi e l'ergastolo a Stefan, ed assolse Del Giudice.

## Avvenimenti successivi

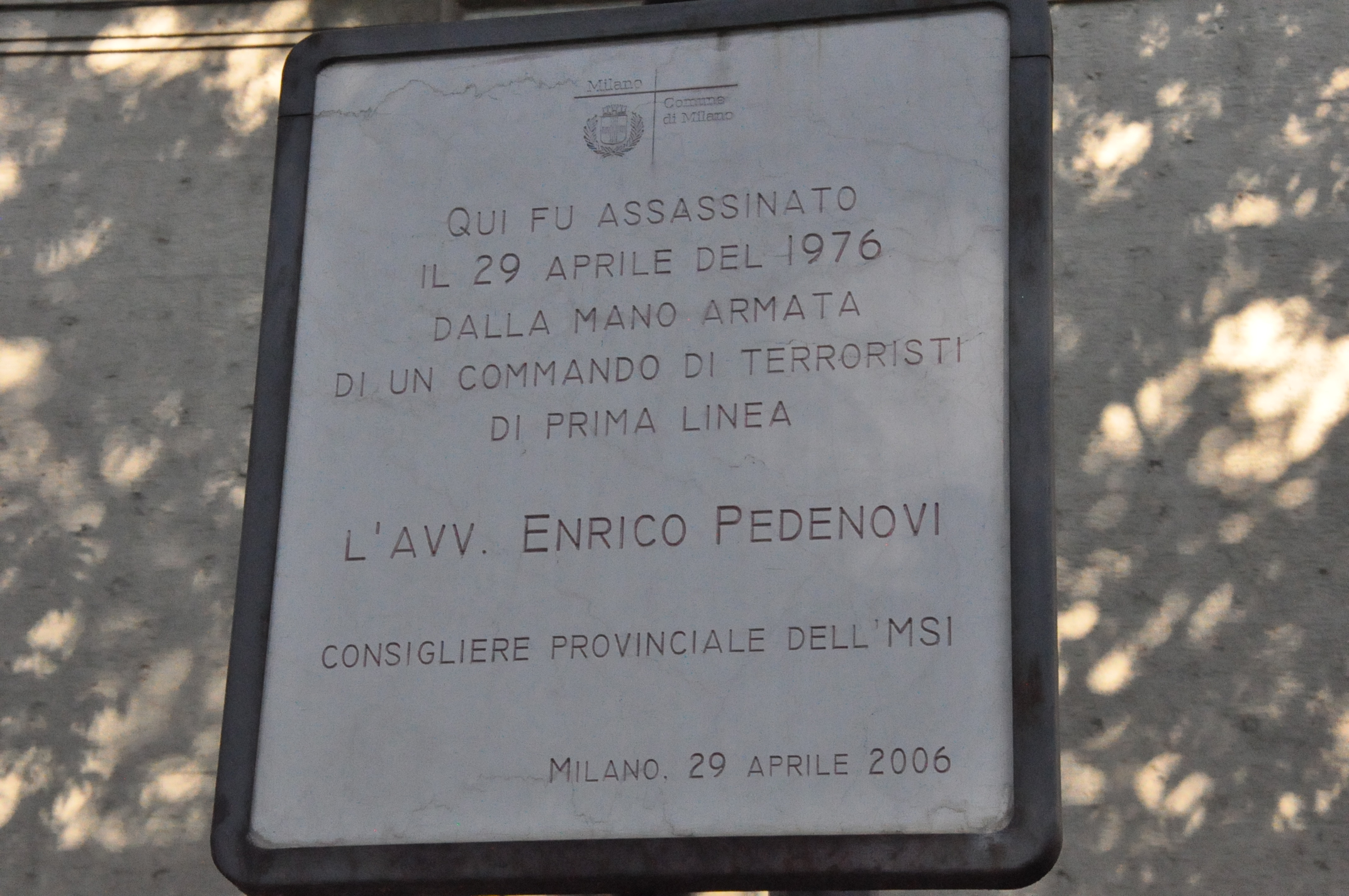
Memoria di Enrico Pedenovi in viale Lombardia 66.

Giovanni Stefan era stato arrestato in Francia e rilasciato. Il 28 giugno 2005 la Corte d'appello gli ha concesso le attenuanti generiche, riducendo il massimo della pena e dichiarando prescritto il reato.
Il 29 aprile 2006, nel trentesimo anniversario dell'omicidio, è stata posta una targa commemorativa sul luogo dell'omicidio.
Il 29 aprile del 2017 il consigliere regionale di Fratelli d'Italia ed ex vicesindaco di Milano Riccardo De Corato, nel corso della commemorazione di Pedenovi e di Sergio Ramelli riguardo ai responsabili dei due omicidi ha affermato che "il problema è che sono tutti fuori, quelli che hanno ucciso lui e Ramelli".